# Nationalbank der Slowakei
Die Nationalbank der Slowakei (slowakisch Národná banka Slovenska, Abk. NBS) ist die Zentralbank der Slowakei mit Sitz in Bratislava. Sie ist seit 1. Januar 2009 Bestandteil des Europäischen System der Zentralbanken.

## Entstehung
Nach der Teilung der Tschechoslowakei wurde die Nationalbank der Slowakei am 1. Januar 1993 durch ein Gesetz als unabhängige Zentralbank gegründet, das ihre rechtliche Stellung, Funktionen und Aufgaben festlegte. Die Hauptaufgaben und Ziele der Nationalbank waren Preisstabilität, Geld- und Kreditpolitik, die Ausgabe von Banknoten und die Münzen, Steuerung und Koordinierung des Geldumlaufs, Zahlungen zwischen den Banken sowie Überwachung der Entwicklung des Bankensektors und der Leistung des Bankverkehrs.

## Aufgaben
Aufgrund einer Ermächtigung der Regierung vertritt die Bank die Slowakei in internationalen Kreditinstituten und bei internationalen Geldmarktverhandlungen, die die Geld- und Kreditpolitik betreffen. Das Oberste Gremium der Nationalbank ist der Gouverneur; zuletzt seit 1. Juni 2019 Peter Kažimír. Die Slowakische Nationalbank hat drei Niederlassungen und sechs Abteilungen.

### Finanzmarktaufsicht

#### Geschichte
Ursprünglich bestand als erste konzentrierte Einrichtung dieser Art das Amt für Finanzmarktaufsicht als Einrichtung der Staatsverwaltung mit der Aufgabe der Aufsicht über den Kapitalmarkt und das Versicherungswesen (Gesetz Nr. 329/2000 Slg.). Das Amt für Finanzmarktaufsicht bestand aus dem Behördenleiter und dem Amtsrat (5 Mitglieder). Beide Organe wurden von der Regierung ernannt, wobei der Behördenleiter das rechtlich verantwortliche Organ war und der Amtsrat unter anderem als Berufungsinstanz fungierte.
Die Nationalbank war bis zur Änderung zum 31. Dezember 2005 nur für die Bankenaufsicht zuständig (siehe unten).
Durch das Gesetz Nr. 96/2002 Slg. über das Amt für Finanzmarktaufsicht wurde unter anderem das Gesetz 329/2000 Slg. aufgehoben und die organisatorische Struktur der Behörde stark verändert. Als weiteres Kontrollorgan wurde ein Aufsichtsausschuss eingerichtet, dessen Mitglieder ebenfalls von der Regierung ernannt wurden. Der Aufsichtsausschuss war vor allem für die Kontrolle der finanziellen Belange des Amts für Finanzmarktaufsicht zuständig. Der Behördenleiter wurde zum Generaldirektor.

#### Aktueller Stand
Zum besseren Schutz des nationalen Finanzmarktes, der Finanzplatzteilnehmer und zur besseren Rechtsdurchsetzung wurden die Aufgaben bei der slowakischen Nationalbank gebündelt.
Mit dem Gesetz 747/2004 Slg. wurde zum 1. Januar 2006 das Amt für Finanzmarktaufsicht aufgelöst (§ 45) und in die slowakische Nationalbank integriert sowie die bisherigen Aufgaben des Amts für Finanzmarktaufsicht von der slowakischen Nationalbank übernommen (Allfinanzaufsicht). Im Rahmen der slowakischen Nationalbank wurde die Sektion für Finanzmarktaufsicht geschaffen mit den Aufgaben (Bankenaufsicht, Versicherungsaufsicht, Kapitalmarktaufsicht, Aufsicht Pensionsvorsorge):
- „on-site“-Aufsicht,
- „off-site“-Aufsicht,
- Erste Instanz in Finanzaufsichtsverfahren
- Verordnungsgeber

#### Verfahren
Das Aufsichtsverfahren der Sektion Finanzmarktaufsicht der slowakischen Nationalbank ist ein besonderes Verwaltungsverfahren. Das allgemeine Verwaltungsverfahren ist nicht anwendbar. Erstinstanzlich ist die Sektion Finanzmarktaufsicht zuständig, soweit in den Gesetzen nicht etwas anderes bestimmt ist. Das Verfahren, auch wenn eine mündliche Verhandlung durchgeführt wird, ist nicht öffentlich. Die Entscheidung der ersten Instanz erfolgt als Bescheid.
Gegen einen Bescheid der ersten Instanz kann Rechtsmittel (Rekurs) erhoben werden, sofern dies in den Gesetzen vorgesehen ist (Rekursfrist: 15 Kalendertage ab Zustellung). Das Rechtsmittel hat keine aufschiebende Wirkung, sofern dies in den Gesetzen nicht ausdrücklich vorgesehen ist. Das Rechtsmittel ist an die Sektion der Finanzmarktaufsicht der slowakischen Nationalbank zu richten. Diese kann selbst über das Rechtsmittel entscheiden, wenn sie dem Rechtsmittelwerber in vollem Umfang stattgibt, ansonsten entscheidet in zweiter Instanz der Rat der slowakischen Nationalbank. Ein weiteres Rechtsmittel gegen die Entscheidung des Rats der slowakischen Nationalbank ist nicht vorgesehen, sofern die Gesetze nicht eine Überprüfung durch die ordentlichen Gerichte (das Oberste Gericht der Slowakei) ausdrücklich zulassen.

## Sonstiges
In Kremnica befindet sich das Geld- und Medaillenmuseum, das von der Nationalbank betrieben wird.